# Grand Prix automobile de Monaco 1994
GP précédent GP suivant
Le Grand Prix automobile de Monaco 1994 (Grand Prix de Monaco), disputé sur le Circuit de Monaco, à Monte-Carlo, à Monaco le 15 mai 1994, est la quarante-et-unième édition du Grand Prix, le 552e Grand Prix de Formule 1 couru dans le cadre du championnat du monde depuis 1950 et la quatrième manche du championnat 1994.

## Classement

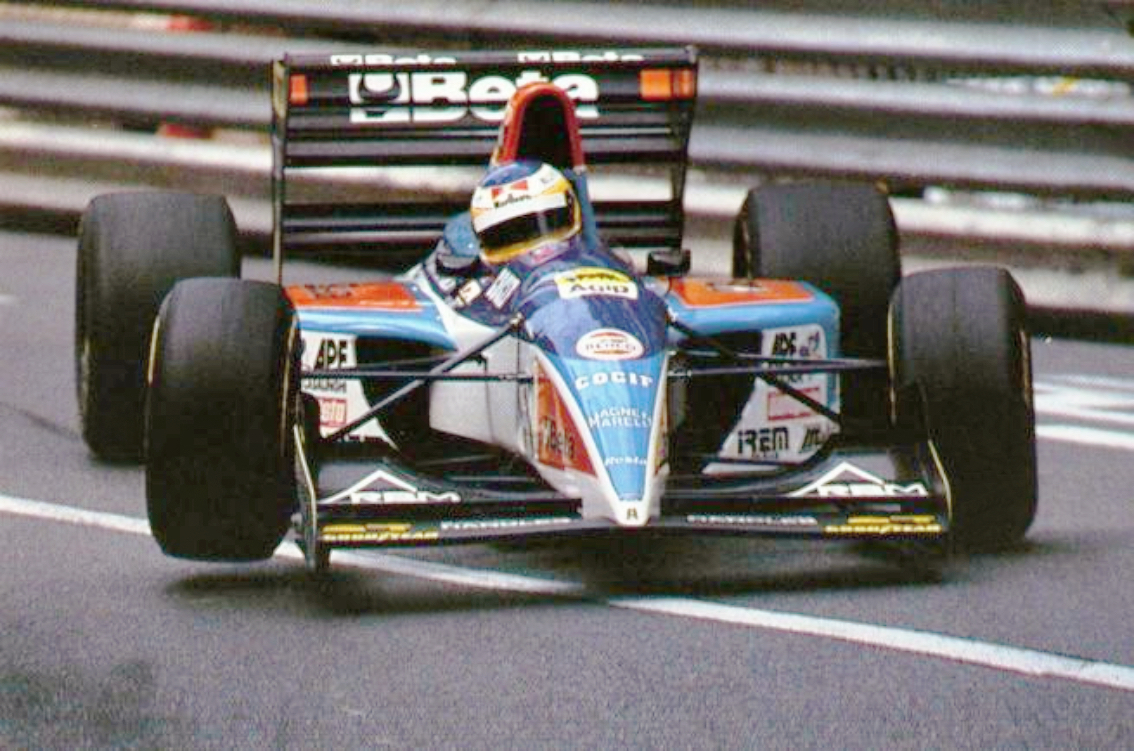
Michele Alboreto au Grand Prix de Monaco 1994.

Lors des essais du vendredi, Karl Wendlinger est victime d'une violente sortie de piste à la sortie du tunnel ; touché à la tête, il reste dix-neuf jours dans le coma. Sauber choisit de déclarer forfait pour le reste du weekend.
| Pos. | No | Pilote                | Écurie            | Tours | Temps/Abandon                      | Grille | Points |
| ---- | -- | --------------------- | ----------------- | ----- | ---------------------------------- | ------ | ------ |
| 1    | 5  | Michael Schumacher    | Benetton-Ford     | 78    | 1 h 49 min 55 s 372 (141,691 km/h) | 1      | 10     |
| 2    | 8  | Martin Brundle        | McLaren-Peugeot   | 78    | + 37 s 278                         | 8      | 6      |
| 3    | 28 | Gerhard Berger        | Ferrari           | 78    | + 1 min 16 s 824                   | 3      | 4      |
| 4    | 15 | Andrea De Cesaris     | Jordan-Hart       | 77    | + 1 tour                           | 14     | 3      |
| 5    | 27 | Jean Alesi            | Ferrari           | 77    | + 1 tour                           | 5      | 2      |
| 6    | 24 | Michele Alboreto      | Minardi-Ford      | 77    | + 1 tour                           | 12     | 1      |
| 7    | 6  | Jyrki Järvilehto      | Benetton-Ford     | 77    | + 1 tour                           | 17     |        |
| 8    | 19 | Olivier Beretta       | Larrousse-Ford    | 76    | + 2 tours                          | 18     |        |
| 9    | 26 | Olivier Panis         | Ligier-Renault    | 76    | + 2 tours                          | 20     |        |
| 10   | 20 | Érik Comas            | Larrousse-Ford    | 75    | + 3 tours                          | 13     |        |
| 11   | 11 | Pedro Lamy            | Lotus-Mugen-Honda | 73    | + 5 tours                          | 19     |        |
| Abd. | 12 | Johnny Herbert        | Lotus-Mugen-Honda | 68    | Boîte de vitesses                  | 16     |        |
| Abd. | 33 | Paul Belmondo         | Pacific-Ilmor     | 53    | Problème physique                  | 24     |        |
| Abd. | 34 | Bertrand Gachot       | Pacific-Ilmor     | 49    | Boîte de vitesses                  | 23     |        |
| Abd. | 9  | Christian Fittipaldi  | Arrows-Ford       | 47    | Boîte de vitesses                  | 6      |        |
| Abd. | 31 | David Brabham         | Simtek-Ford       | 45    | Accident                           | 22     |        |
| Abd. | 4  | Mark Blundell         | Tyrrell-Yamaha    | 40    | Moteur                             | 10     |        |
| Abd. | 3  | Ukyo Katayama         | Tyrrell-Yamaha    | 38    | Boîte de vitesses                  | 11     |        |
| Abd. | 25 | Éric Bernard          | Ligier-Renault    | 34    | Sortie de piste                    | 21     |        |
| Abd. | 14 | Rubens Barrichello    | Jordan-Hart       | 27    | Panne électrique                   | 15     |        |
| Abd. | 0  | Damon Hill            | Williams-Renault  | 0     | Collision                          | 4      |        |
| Abd. | 7  | Mika Häkkinen         | McLaren-Peugeot   | 0     | Collision                          | 2      |        |
| Abd. | 10 | Gianni Morbidelli     | Arrows-Ford       | 0     | Collision                          | 7      |        |
| Abd. | 23 | Pierluigi Martini     | Minardi-Ford      | 0     | Collision                          | 9      |        |
| Np.  | 30 | Heinz-Harald Frentzen | Sauber-Mercedes   |       | Retrait volontaire                 | 25     |        |
| Np.  | 29 | Karl Wendlinger       | Sauber-Mercedes   |       | Accident                           | 26     |        |

## Pole position et record du tour
- Pole position : Michael Schumacher en 1 min 18 s 560 (vitesse moyenne : 152,505 km/h).
- Meilleur tour en course : Michael Schumacher en 1 min 21 s 076 au 35e tour (vitesse moyenne : 147,772 km/h).

## Tours en tête
- Michael Schumacher : 78 (1-78)

## Statistiques
- 6e victoire pour Michael Schumacher.
- 11e victoire pour Benetton en tant que constructeur.
- 170e victoire pour Ford-Cosworth en tant que motoriste.